# Wympel R-73
Die R-73 (NATO-Codename: AA-11 „Archer“) ist eine russische, ehemals sowjetische, infrarotgelenkte Kurzstrecken-Luft-Luft-Rakete der dritten Generation.

## Entwicklung
Die R-73 ist als Nachfolgemodell der R-60 entwickelt worden. Die Entwicklung beim Hersteller Wympel (russisch Вымпел) begann in der Sowjetunion in den späten 1970er-Jahren. Die ersten Exemplare wurden Mitte der 1980er-Jahre an die sowjetischen Luftstreitkräfte ausgeliefert. Danach beschafften sich mehr als 20 Staaten die Lenkwaffe.

## Technik
Die Lenkwaffe wurde speziell für den Kurvenkampf ausgelegt, wobei sie genug Reserven hat, um Ziele auf bis zu 40 Kilometer Distanz zu bekämpfen.
Sie verfügt über eine Schubvektorsteuerung, die mit einer Strahlrudereinheit an der Düse realisiert wird. Der Flugkörper ist für Lastvielfache von bis zu 50g ausgelegt, wogegen Kampfflugzeuge wegen der begrenzten Belastbarkeit der Piloten 9g kaum überschreiten können.
Der Suchkopf der R-73 weist ein großes „Sichtfeld“ von 75 Grad auf und kann in Verbindung mit dem SchTschel-3UM-Helmvisier (russisch Щель-3УМ) auf Flugzeuge abgefeuert werden, die bis zu 60° (R-73M) von der Längsachse des eigenen Flugzeuges entfernt sind. Die Rakete wird in Verbindung mit dem Helmvisier des Piloten durch Kopfbewegungen auf ihr Ziel eingewiesen. Kommt das Flugziel in den Ansprechradius des Näherungszünders, wird der Splittergefechtskopf gezündet. Der Gefechtskopf der R-73 enthält eine Sprengstofffüllung aus einer RDX-Aluminium-Mischung, die in einem Splittermantel aus abgereichertem Uran eingebettet ist.
Sie soll den westlichen Gegenstücken (AIM-9L Sidewinder, BAE ASRAAM, Matra Mica und Matra Magic 2) hinsichtlich Wendigkeit, Treffsicherheit und Reichweite weit überlegen sein. Da sie (im Gegensatz zur Sidewinder) genau wie die IRIS-T auch über ein Navigationssystem verfügt, kann sie auch gegen Ziele außerhalb der Sicht des Piloten eingesetzt werden. Die R-73 galt bis zur Einführung der neuen Version AIM-9X der Sidewinder sowie der IRIS-T als die weltweit leistungsstärkste Luft-Luft-Lenkwaffe kurzer Reichweite.
Der Lenkflugkörper wird üblicherweise an einer Startschiene des Typs P-12-1D montiert und verkabelt, um von dort abgefeuert zu werden.

## Varianten

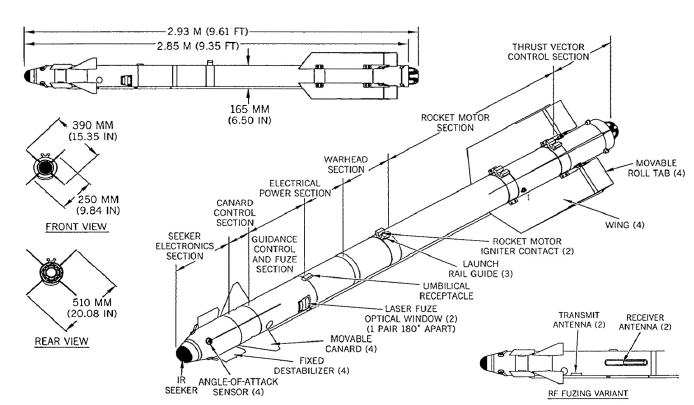
Zeichnung mit Abmessungen einer R-73E

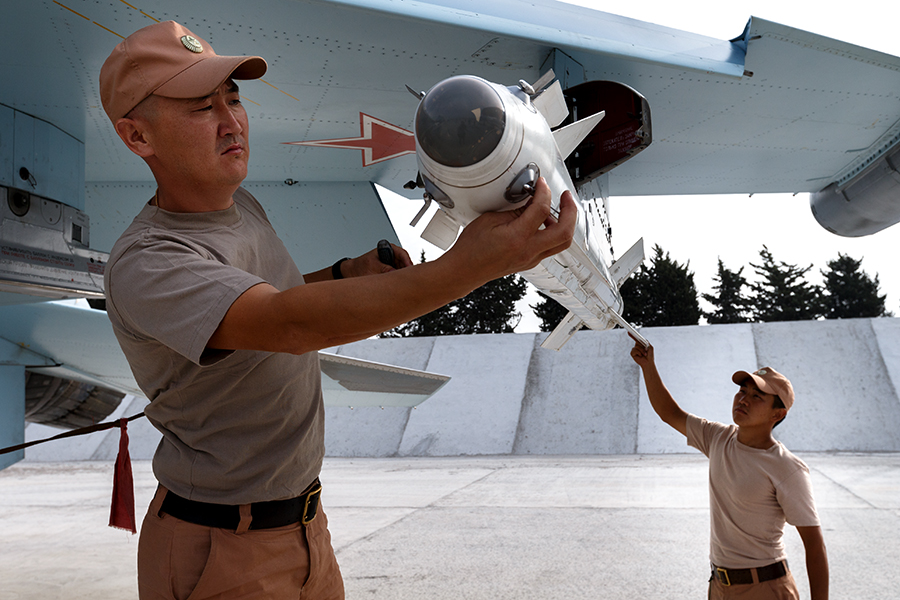
Techniker überprüfen 2015 eine R-73 an einer Su-30

- R-73

Diese erste Serienversion hatte eine Reichweite von 20 km.
- R-73E

Verbesserte 2. Serienversion mit verbessertem Suchkopf, vier Fluglagensensoren und einem verlängerten Raketentreibsatz. Dies ermöglicht die Zielzuweisung mit Helmvisier und eine gesteigerte Reichweite von 30 km.
- R-73EL

Variante der R-73E mit einem Laser-Annäherungszünder.
- R-73M

1996 eingeführte Version mit verbesserter Elektronik und modifiziertem Suchkopf, welcher Ziele in einem Sichtbereich von 180° erfassen kann. Die Reichweite wurde auf 40 km gesteigert.
- R-74

Prototyp mit neuer Elektronik und neuem Karfagen-760-Suchkopf der auf zwei Bandbreiten im Infrarot- und Ultraviolett-Bereich arbeitet; Reichweite 40 km.
- R-74MK

Vorgesehene Serienversion der R-74 für die Jagdflugzeuge der fünften Generation. Mit Radar-Annäherungszünder; Reichweite 40 km.
- R-74ML

Variante der R-74 mit einem Laser-Annäherungszünder.
- R-74M2

Variante der R-74 für den Einsatz aus Waffenschächten
- RWW-MD

Exportversion der R-74.
- USR-73

Trainingsvariante mit aktivem Suchkopf ohne Raketentreibsatz.

## Einsatzflugzeuge
Prototypen
- Jakowlew Jak-141
- HAL Tejas
- Mikojan-Gurewitsch MiG-21-93
- Mikojan-Gurewitsch MiG-23-98
- Mikojan-Gurewitsch MiG-35

Serienmaschinen
- Jakowlew Jak-130
- Mikojan-Gurewitsch MiG-23MLD
- Mikojan-Gurewitsch MiG-29S
- Mikojan-Gurewitsch MiG-31BM
- Suchoi Su-24M2
- Suchoi Su-25SM/UBM
- Suchoi Su-25TM
- Suchoi Su-27P
- Suchoi Su-30
- Suchoi Su-27K/33
- Suchoi Su-32/34
- Suchoi Su-35S
- Suchoi Su-57
- Grumman F-14M (Iranische Luftstreitkräfte, seit 2005 bei IAIC mit eigenem MLU versehen, u. a. Upgrade auf R-73)[3][4]

Kampfhubschrauber
- Mil Mi-28NM
- Kamow Ka-52